# Mantic Ritual
Mantic Ritual est un groupe de thrash metal américain, originaire de Pittsburgh, en Pennsylvanie. Il est formé en 2004 et dissous en 2013

## Biographie
Le groupe est initialement formé en 2004 sous le nom de Meltdown, et commence à écrire et enregistrer sa musique à Pittsburgh, en Pennsylvanie. Après plusieurs changement de formation, le groupe recrute le guitariste Jeff Potts en automne 2005. Potts cite cette date comme la « réelle formation » du groupe. Meltdown joue dans divers clubs de Pittsburgh. Le groupe tente, à cette période, de se populariser en dehors de leur ville natale. Le contact avec des groupes comme Warbringer et Fueled by Fire permet finalement au groupe de se populariser localement, notamment à Los Angeles.
Le groupe se déplace à Hollywood en 2007, et signe rapidement avec le label Nuclear Blast en février 2008. Le groupe enregistre son premier album, Executioner, avec le célèbre producteur Andy Classen (Dew-Scented, Rotting Christ) au Stage One Studio à Borgentreich, en Allemagne. Avant la sortie de l'album, et pour des raisons légales, le groupe doit abandonner le nom Meltdown. Ceci est également fait pour éviter la confusion avec d'autres groupes employant actuellement le nom. La sortie de l'album est repoussée en raison du changement de nom,,. Le groupe retourne ensuite à Pittsburgh,. Le 21 janvier 2009, ils publient leurs chansons Next Attack et Murdered to Death sur leur page Myspace, une semaine avant le clip vidéo de la chanson One by One, produit par Maurice Swinkels de Legion of the Damned,. L'album Executioner est finalement publié le 27 février 2009 en Europe, [9] et le 10 mars 2009 aux États-Unis par Nuclear Blast.
Toujours en janvier 2009, Mantic Ritual tourne avec Rotting Christ aux États-Unis. En mars, ils tournent localement avec Destruction et Krisiun. Le groupe annonce, en avril 2009, travailler sur un nouvel album. Le chanteur et guitariste Dan Wetmore quitte Mantic Ritual en septembre 2009, pour se recentrer sur ses études. Pour les performances à venir de la tournée américaine, Dave Watson soutiendra le groupe. Le groupe annonce sa séparation en 2013.

## Membres

### Derniers membres
- Ben Mottsman - basse (2008-2012, 2013)
- Jeff Potts - guitare (2008-2012, 2013)
- Dan Wetmore - chant, guitare (2008-2009, 2013)

### Anciens membres
- Adam Haritan - batterie (2008-2010)
- Dave Watson - chant, guitare (2009-2012)

### Membre live
- Carlos Cruz - batterie (2013)

## Discographie
- 2007 : Executioner